# Gråbölefjärden
Gråbölefjärden (finska: Krailanselkä) är en fjärd i Finland. Den ligger i kommunen Raseborg i landskapet Egentliga Finland, i den södra delen av landet, 110 km väster om huvudstaden Helsingfors.
Gråbölefjärden ligger mellan Kolsjö, Salo i nordväst och fastlandet i sydöst. I nordöst skär Ervastoviken in i landet. I norr ansluter den till Soukonlahti och Laukanlahti.